# Granbystrukturen

Granbystrukturen är ett astroblem (en eroderad nedslagskrater) nära Vadstena. Dess diameter är ungefär 3 kilometer och den är ungefär 470 miljoner år gammal. Kratern är inte synlig i landskapet.